# Medalhistas olímpicos do biatlo

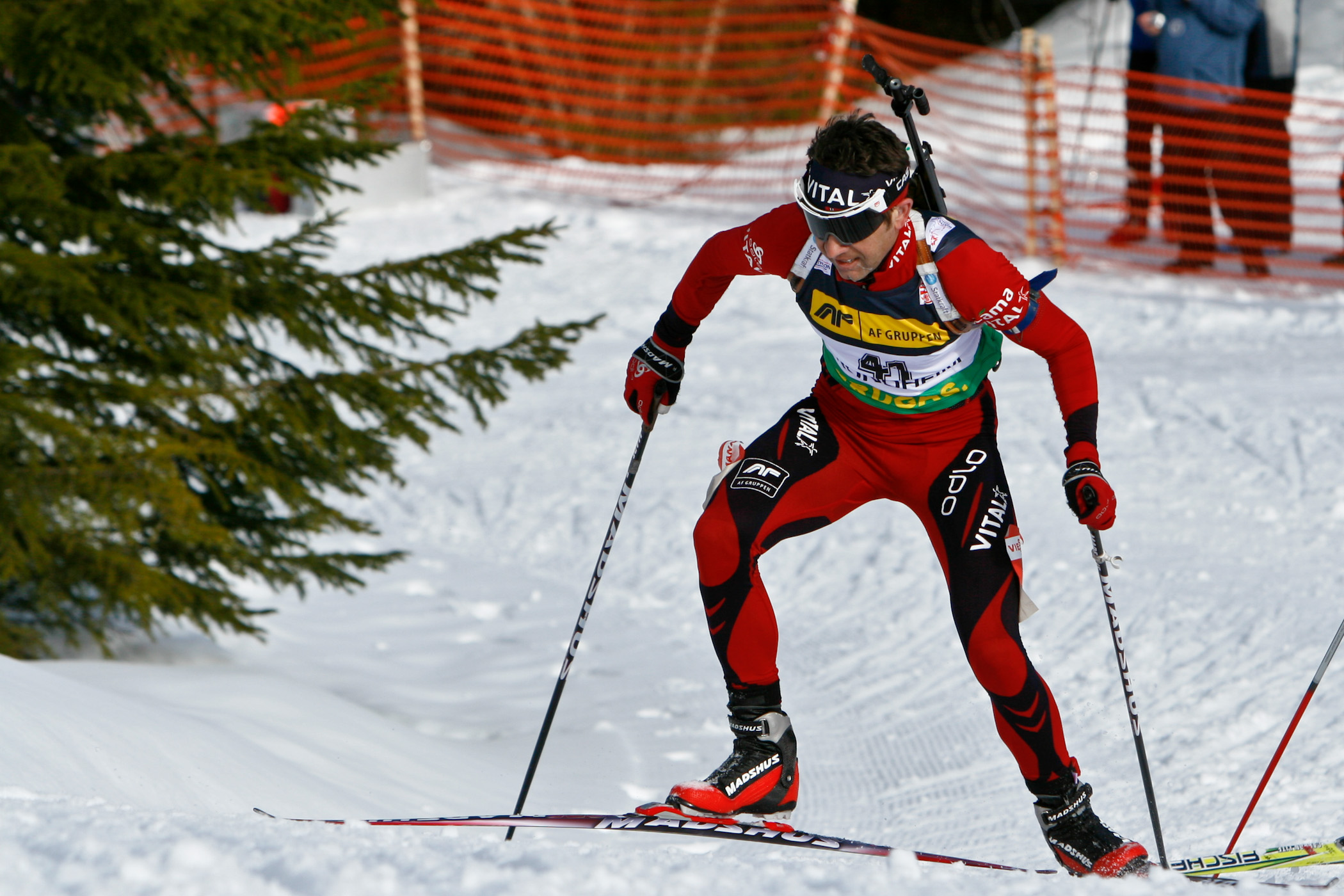
Ole Einar Bjørndalen é o maior medalhista olímpico do biatlo com onze medalhas, sendo seis de ouro.

Segue a lista dos medalhistas olímpicos no biatlo:

## Masculino

### Velocidade 10 km
| Evento                         | Ouro                                      | Prata                                  | Bronze                               |
| ------------------------------ | ----------------------------------------- | -------------------------------------- | ------------------------------------ |
| Lake Placid 1980 (detalhes)    | Frank Ullrich GDR Alemanha Oriental       | Vladimir Alikin URS União Soviética    | Anatoly Alyabyev URS União Soviética |
| Sarajevo 1984 (detalhes)       | Eirik Kvalfoss NOR Noruega                | Peter Angerer FRG Alemanha Ocidental   | Matthias Jacob GDR Alemanha Oriental |
| Calgary 1988 (detalhes)        | Frank-Peter Roetsch GDR Alemanha Oriental | Valeriy Medvedtsev URS União Soviética | Sergei Tchepikov URS União Soviética |
| Albertville 1992 (detalhes)    | Mark Kirchner GER Alemanha                | Ricco Groß GER Alemanha                | Harri Eloranta FIN Finlândia         |
| Lillehammer 1994 (detalhes)    | Sergei Tchepikov RUS Rússia               | Ricco Groß GER Alemanha                | Sergey Tarasov RUS Rússia            |
| Nagano 1998 (detalhes)         | Ole Einar Bjørndalen NOR Noruega          | Frode Andresen NOR Noruega             | Ville Räikkönen FIN Finlândia        |
| Salt Lake City 2002 (detalhes) | Ole Einar Bjørndalen NOR Noruega          | Sven Fischer GER Alemanha              | Wolfgang Perner AUT Áustria          |
| Turim 2006 (detalhes)          | Sven Fischer GER Alemanha                 | Halvard Hanevold NOR Noruega           | Frode Andresen NOR Noruega           |
| Vancouver 2010 (detalhes)      | Vincent Jay FRA França                    | Emil Hegle Svendsen NOR Noruega        | Jakov Fak CRO Croácia                |
| Sóchi 2014 (detalhes)          | Ole Einar Bjørndalen NOR Noruega          | Dominik Landertinger AUT Áustria       | Jaroslav Soukup CZE República Checa  |
| PyeongChang 2018 (detalhes)    | Arnd Peiffer GER Alemanha                 | Michal Krčmář CZE República Checa      | Dominik Windisch ITA Itália          |
| Pequim 2022 (detalhes)         | Johannes Thingnes Bø NOR Noruega          | Quentin Fillon Maillet FRA França      | Tarjei Bø NOR Noruega                |

### Perseguição 12,5 km

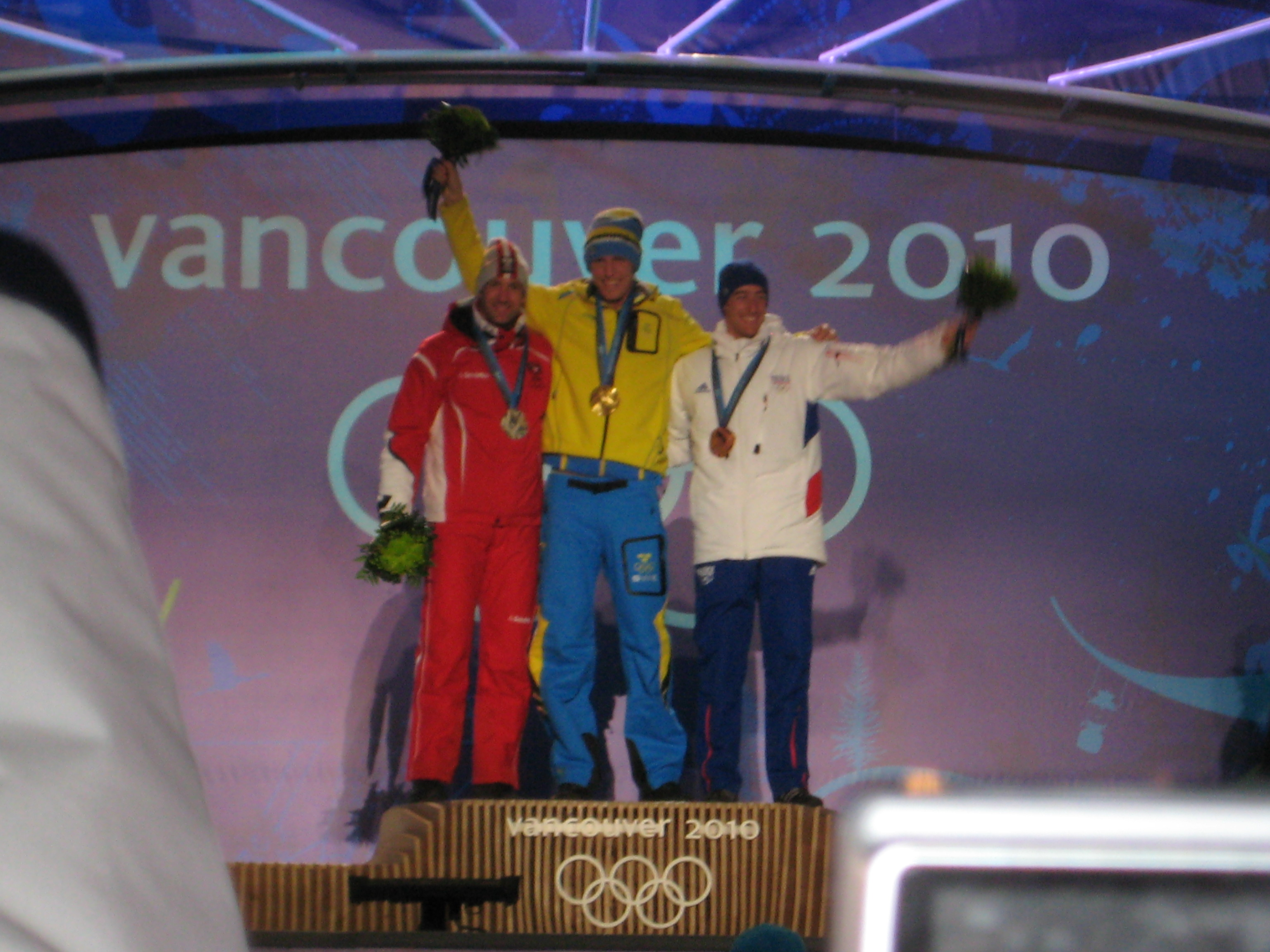
Pódio da perseguição masculina em Vancouver 2010.

| Evento                         | Ouro                              | Prata                              | Bronze                            |
| ------------------------------ | --------------------------------- | ---------------------------------- | --------------------------------- |
| Salt Lake City 2002 (detalhes) | Ole Einar Bjørndalen NOR Noruega  | Raphaël Poirée FRA França          | Ricco Groß GER Alemanha           |
| Turim 2006 (detalhes)          | Vincent Defrasne FRA França       | Ole Einar Bjørndalen NOR Noruega   | Sven Fischer GER Alemanha         |
| Vancouver 2010 (detalhes)      | Björn Ferry SWE Suécia            | Christoph Sumann AUT Áustria       | Vincent Jay FRA França            |
| Sóchi 2014 (detalhes)          | Martin Fourcade FRA França        | Ondřej Moravec CZE República Checa | Jean-Guillaume Béatrix FRA França |
| PyeongChang 2018 (detalhes)    | Martin Fourcade FRA França        | Sebastian Samuelsson SWE Suécia    | Benedikt Doll GER Alemanha        |
| Pequim 2022 (detalhes)         | Quentin Fillon Maillet FRA França | Tarjei Bø NOR Noruega              | Eduard Latypov ROC                |

### Largada coletiva 15 km

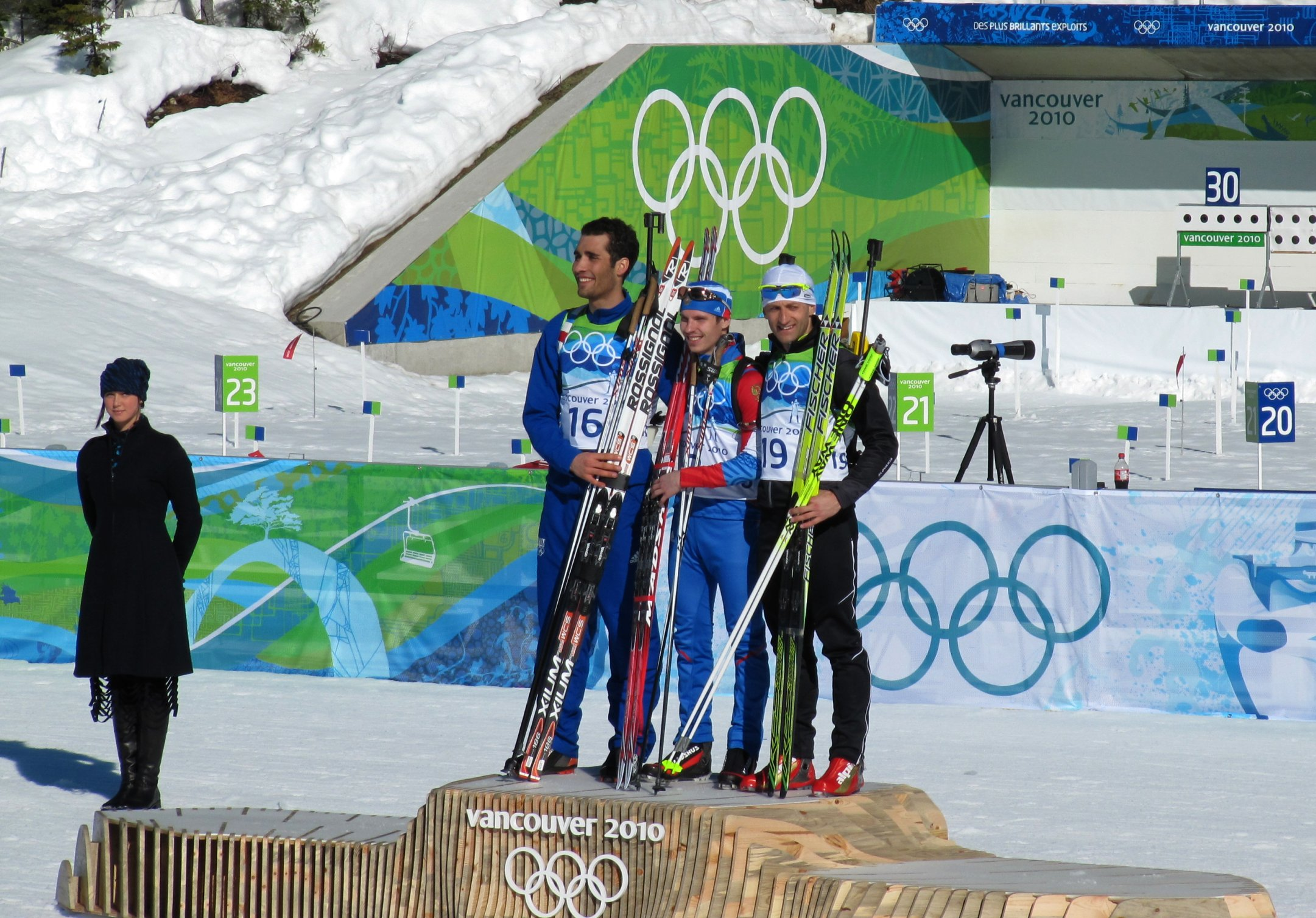
Medalhistas da largada coletiva em Vancouver 2010.

| Evento                      | Ouro                             | Prata                        | Bronze                                 |
| --------------------------- | -------------------------------- | ---------------------------- | -------------------------------------- |
| Turim 2006 (detalhes)       | Michael Greis GER Alemanha       | Tomasz Sikora POL Polônia    | Ole Einar Bjørndalen NOR Noruega       |
| Vancouver 2010 (detalhes)   | Evgeny Ustyugov RUS Rússia       | Martin Fourcade FRA França   | Pavol Hurajt SVK Eslováquia            |
| Sóchi 2014 (detalhes)       | Emil Hegle Svendsen NOR Noruega  | Martin Fourcade FRA França   | Ondřej Moravec CZE República Checa     |
| PyeongChang 2018 (detalhes) | Martin Fourcade FRA França       | Simon Schempp GER Alemanha   | Emil Hegle Svendsen NOR Noruega        |
| Pequim 2022 (detalhes)      | Johannes Thingnes Bø NOR Noruega | Martin Ponsiluoma SWE Suécia | Vetle Sjåstad Christiansen NOR Noruega |

### Individual 20 km
| Evento                         | Ouro                                      | Prata                                                            | Bronze                                  |
| ------------------------------ | ----------------------------------------- | ---------------------------------------------------------------- | --------------------------------------- |
| Squaw Valley 1960 (detalhes)   | Klas Lestander SWE Suécia                 | Antti Tyrväinen FIN Finlândia                                    | Aleksandr Privalov URS União Soviética  |
| Innsbruck 1964 (detalhes)      | Vladimir Melanin URS União Soviética      | Aleksandr Privalov URS União Soviética                           | Olav Jordet NOR Noruega                 |
| Grenoble 1968 (detalhes)       | Magnar Solberg NOR Noruega                | Alexander Tikhonov URS União Soviética                           | Vladimir Gundartsev URS União Soviética |
| Sapporo 1972 (detalhes)        | Magnar Solberg NOR Noruega                | Hansjörg Knauthe GDR Alemanha Oriental                           | Lars-Göran Arwidson SWE Suécia          |
| Innsbruck 1976 (detalhes)      | Nikolay Kruglov URS União Soviética       | Heikki Ikola FIN Finlândia                                       | Alexander Yelizarov URS União Soviética |
| Lake Placid 1980 (detalhes)    | Anatoly Alyabyev URS União Soviética      | Frank Ullrich GDR Alemanha Oriental                              | Eberhard Rösch GDR Alemanha Oriental    |
| Sarajevo 1984 (detalhes)       | Peter Angerer FRG Alemanha Ocidental      | Frank-Peter Roetsch GDR Alemanha Oriental                        | Eirik Kvalfoss NOR Noruega              |
| Calgary 1988 (detalhes)        | Frank-Peter Roetsch GDR Alemanha Oriental | Valeriy Medvedtsev URS União Soviética                           | Johann Passler ITA Itália               |
| Albertville 1992 (detalhes)    | Eugeni Redkine EUN Equipa Unificada       | Mark Kirchner GER Alemanha                                       | Mikael Löfgren SWE Suécia               |
| Lillehammer 1994 (detalhes)    | Sergey Tarasov RUS Rússia                 | Frank Luck GER Alemanha                                          | Sven Fischer GER Alemanha               |
| Nagano 1998 (detalhes)         | Halvard Hanevold NOR Noruega              | Pier Alberto Carrara ITA Itália                                  | Alexei Aidarov BLR Bielorrússia         |
| Salt Lake City 2002 (detalhes) | Ole Einar Bjørndalen NOR Noruega          | Frank Luck GER Alemanha                                          | Viktor Maigurov RUS Rússia              |
| Turim 2006 (detalhes)          | Michael Greis GER Alemanha                | Ole Einar Bjørndalen NOR Noruega                                 | Halvard Hanevold NOR Noruega            |
| Vancouver 2010 (detalhes)      | Emil Hegle Svendsen NOR Noruega           | Ole Einar Bjørndalen NOR Noruega Sergey Novikov BLR Bielorrússia | nenhuma                                 |
| Sóchi 2014 (detalhes)          | Martin Fourcade FRA França                | Erik Lesser GER Alemanha                                         | Evgeniy Garanichev RUS Rússia           |
| PyeongChang 2018 (detalhes)    | Johannes Thingnes Bø NOR Noruega          | Jakov Fak SLO Eslovênia                                          | Dominik Landertinger AUT Áustria        |
| Pequim 2022 (detalhes)         | Quentin Fillon Maillet FRA França         | Anton Smolski BLR Bielorrússia                                   | Johannes Thingnes Bø NOR Noruega        |

### Revezamento 4x7,5 km

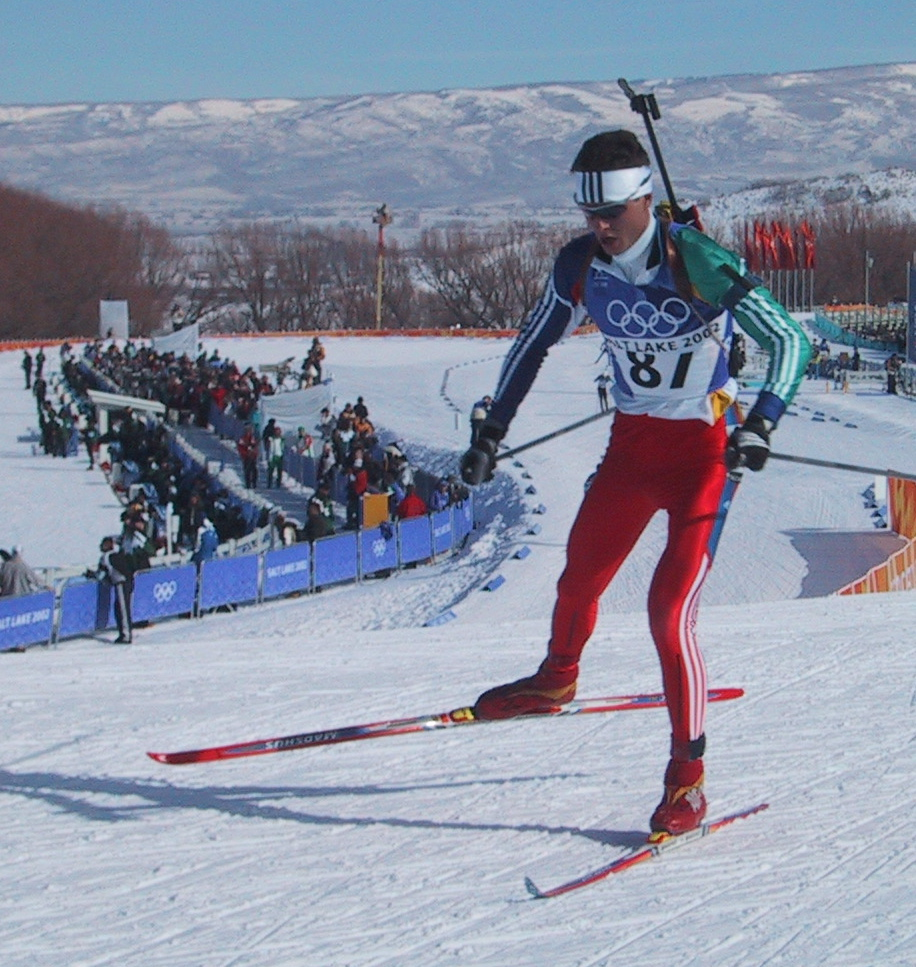
Frode Andresen integrou a equipe campeã no revezamento em Salt Lake City 2002.

| Evento                         | Ouro                                                                                       | Prata                                                                                   | Bronze                                                                              |
| ------------------------------ | ------------------------------------------------------------------------------------------ | --------------------------------------------------------------------------------------- | ----------------------------------------------------------------------------------- |
| Grenoble 1968 (detalhes)       | Alexander Tikhonov Nikolay Puzanov Viktor Mamatov Vladimir Gundartsev URS União Soviética  | Ola Wærhaug Olav Jordet Magnar Solberg Jon Istad NOR Noruega                            | Lars-Göran Arwidson Tore Eriksson Olle Petrusson Holmfrid Olsson SWE Suécia         |
| Sapporo 1972 (detalhes)        | Alexander Tikhonov Rinnat Safin Ivan Biakov Viktor Mamatov URS União Soviética             | Esko Saira Juhani Suutarinen Heikki Ikola Mauri Röppänen FIN Finlândia                  | Hansjörg Knauthe Joachim Meischner Dieter Speer Horst Koschka GDR Alemanha Oriental |
| Innsbruck 1976 (detalhes)      | Alexander Yelizarov Ivan Biakov Nikolay Kruglov Alexander Tikhonov URS União Soviética     | Henrik Flöjt Esko Saira Juhani Suutarinen Heikki Ikola FIN Finlândia                    | Karl-Heinz Menz Frank Ullrich Manfred Beer Manfred Geyer GDR Alemanha Oriental      |
| Lake Placid 1980 (detalhes)    | Vladimir Alikin Alexander Tikhonov Vladimir Barnachov Anatoly Alyabyev URS União Soviética | Mathias Jung Klaus Siebert Frank Ullrich Eberhard Rösch GDR Alemanha Oriental           | Franz Bernreiter Hansi Estner Peter Angerer Gerhard Winkler FRG Alemanha Ocidental  |
| Sarajevo 1984 (detalhes)       | Dmitri Vassiliev Yuri Kashkarov Algimantas Šalna Sergei Buligine URS União Soviética       | Odd Lirhus Eirik Kvalfoss Rolf Storsveen Kjell Søbak NOR Noruega                        | Ernst Reiter Walter Pichler Peter Angerer Fritz Fischer FRG Alemanha Ocidental      |
| Calgary 1988 (detalhes)        | Dmitri Vassiliev Sergey Chepikov Alexander Popov Valeriy Medvedtsev URS União Soviética    | Ernst Reiter Stefan Höck Peter Angerer Fritz Fischer FRG Alemanha Ocidental             | Werner Kiem Gottlieb Taschler Johann Passler Andreas Zingerle ITA Itália            |
| Albertville 1992 (detalhes)    | Ricco Groß Jens Steinigen Mark Kirchner Fritz Fischer GER Alemanha                         | Valeri Medvedtsev Alexander Popov Valeri Kirienko Sergei Tchepikov EUN Equipa Unificada | Ulf Johansson Leif Andersson Tord Wiksten Mikael Löfgren SWE Suécia                 |
| Lillehammer 1994 (detalhes)    | Ricco Groß Frank Luck Mark Kirchner Sven Fischer GER Alemanha                              | Valeri Kirienko Vladimir Dratchev Sergey Tarasov Sergey Tchepikov RUS Rússia            | Thierry Dusserre Patrice Bailly-Salins Lionel Laurent Hervé Flandin FRA França      |
| Nagano 1998 (detalhes)         | Ricco Groß Peter Sendel Sven Fischer Frank Luck GER Alemanha                               | Egil Gjelland Halvard Hanevold Dag Bjørndalen Ole Einar Bjørndalen NOR Noruega          | Pavel Mouslimov Vladimir Dratchev Sergei Tarasov Viktor Maigourov RUS Rússia        |
| Salt Lake City 2002 (detalhes) | Halvard Hanevold Frode Andresen Egil Gjelland Ole Einar Bjørndalen NOR Noruega             | Ricco Groß Peter Sendel Sven Fischer Frank Luck GER Alemanha                            | Gilles Marguet Vincent Defrasne Julien Robert Raphaël Poirée FRA França             |
| Turim 2006 (detalhes)          | Sven Fischer Michael Greis Ricco Gross Michael Rösch GER Alemanha                          | Ivan Tcherezov Sergey Chepikov Pavel Rostovtsev Nikolay Kruglov, Jr. RUS Rússia         | Julien Robert Vincent Defrasne Ferréol Cannard Raphael Poiree FRA França            |
| Vancouver 2010 (detalhes)      | Halvard Hanevold Tarjei Bø Emil Hegle Svendsen Ole Einar Bjørndalen NOR Noruega            | Simon Eder Daniel Mesotitsch Dominik Landertinger Christoph Sumann AUT Áustria          | Ivan Tcherezov Anton Shipulin Maxim Tchoudov Evgeny Ustyugov RUS Rússia             |
| Sóchi 2014 (detalhes)          | Alexey Volkov Evgeny Ustyugov Dmitry Malyshko Anton Shipulin RUS Rússia                    | Erik Lesser Daniel Böhm Arnd Peiffer Simon Schempp GER Alemanha                         | Christoph Sumann Daniel Mesotitsch Simon Eder Dominik Landertinger AUT Áustria      |
| PyeongChang 2018 (detalhes)    | Peppe Femling Jesper Nelin Sebastian Samuelsson Fredrik Lindström SWE Suécia               | Lars Helge Birkeland Tarjei Bø Johannes Thingnes Bø Emil Hegle Svendsen NOR Noruega     | Erik Lesser Benedikt Doll Arnd Peiffer Simon Schempp GER Alemanha                   |
| Pequim 2022 (detalhes)         | Johannes Thingnes Bø Tarjei Bø Vetle Sjåstad Christiansen Sturla Holm Lægreid NOR Noruega  | Fabien Claude Simon Desthieux Quentin Fillon Maillet Émilien Jacquelin FRA França       | Said Karimulla Khalili Eduard Latypov Alexander Loginov Maxim Tsvetkov ROC          |

## Feminino

### Velocidade 7,5 km
| Evento                         | Ouro                                 | Prata                                 | Bronze                               |
| ------------------------------ | ------------------------------------ | ------------------------------------- | ------------------------------------ |
| Albertville 1992 (detalhes)    | Anfisa Reztsova EUN Equipa Unificada | Antje Misersky GER Alemanha           | Yelena Belova EUN Equipa Unificada   |
| Lillehammer 1994 (detalhes)    | Myriam Bédard CAN Canadá             | Svetlana Paramyguina BLR Bielorrússia | Valentina Tserbe UKR Ucrânia         |
| Nagano 1998 (detalhes)         | Galina Koukleva RUS Rússia           | Uschi Disl GER Alemanha               | Katrin Apel GER Alemanha             |
| Salt Lake City 2002 (detalhes) | Kati Wilhelm GER Alemanha            | Uschi Disl GER Alemanha               | Magdalena Forsberg SWE Suécia        |
| Turim 2006 (detalhes)          | Florence Baverel-Robert FRA França   | Anna Carin Olofsson SWE Suécia        | Lilia Efremova UKR Ucrânia           |
| Vancouver 2010 (detalhes)      | Anastasiya Kuzmina SVK Eslováquia    | Magdalena Neuner GER Alemanha         | Marie Dorin FRA França               |
| Sóchi 2014 (detalhes)          | Anastasiya Kuzmina SVK Eslováquia    | Olga Vilukhina RUS Rússia             | Vita Semerenko UKR Ucrânia           |
| PyeongChang 2018 (detalhes)    | Laura Dahlmeier GER Alemanha         | Marte Olsbu NOR Noruega               | Veronika Vítková CZE República Checa |
| Pequim 2022 (detalhes)         | Marte Olsbu Røiseland NOR Noruega    | Elvira Öberg SWE Suécia               | Dorothea Wierer ITA Itália           |

### Perseguição 10 km

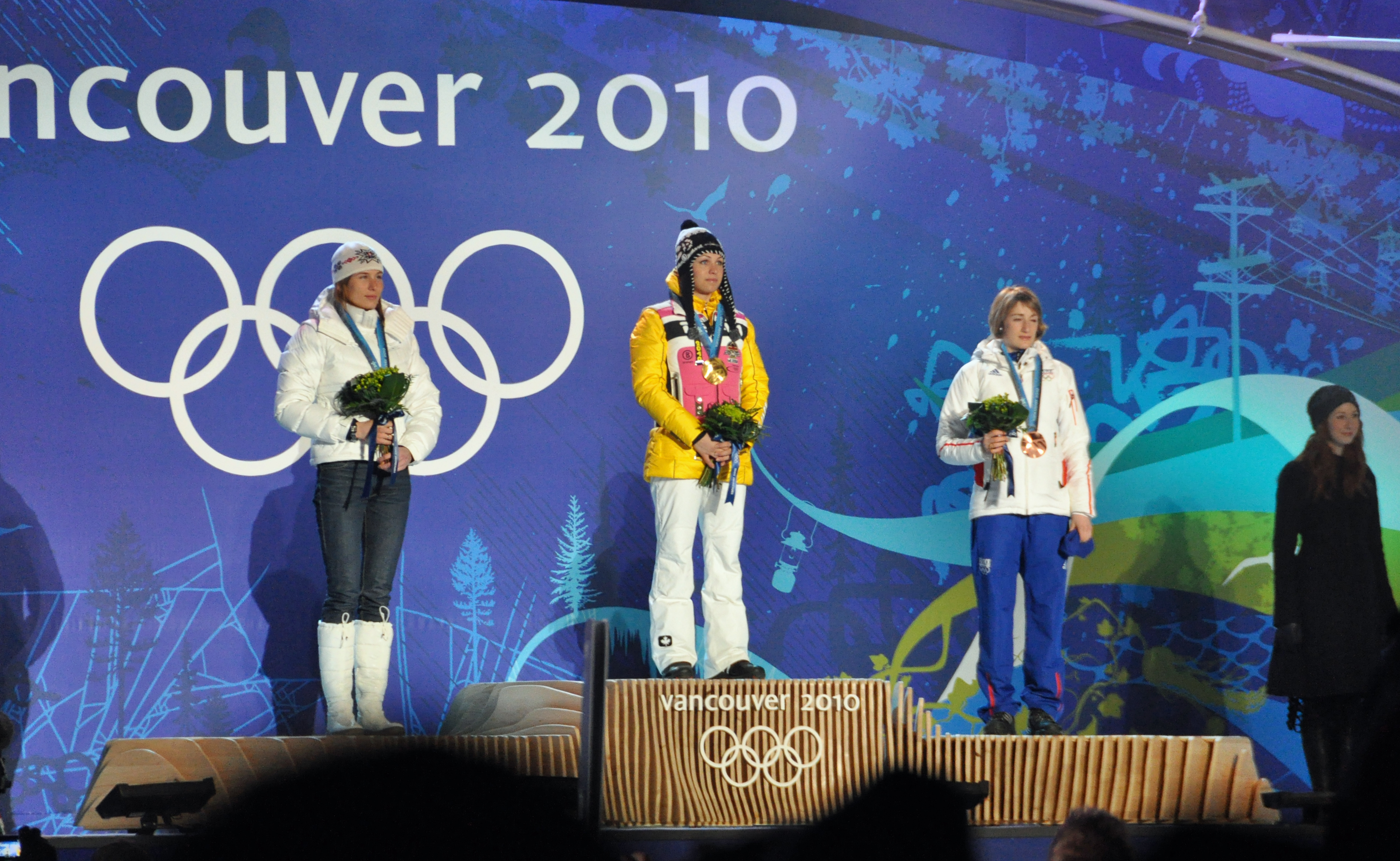
Pódio da perseguição feminina em Vancouver 2010.

| Evento                         | Ouro                              | Prata                             | Bronze                          |
| ------------------------------ | --------------------------------- | --------------------------------- | ------------------------------- |
| Salt Lake City 2002 (detalhes) | Olga Pyleva RUS Rússia            | Kati Wilhelm GER Alemanha         | Irina Nikoultchina BUL Bulgária |
| Turim 2006 (detalhes)          | Kati Wilhelm GER Alemanha         | Martina Glagow GER Alemanha       | Albina Akhatova RUS Rússia      |
| Vancouver 2010 (detalhes)      | Magdalena Neuner GER Alemanha     | Anastasiya Kuzmina SVK Eslováquia | Marie-Laure Brunet FRA França   |
| Sóchi 2014 (detalhes)          | Darya Domracheva BLR Bielorrússia | Tora Berger NOR Noruega           | Teja Gregorin SLO Eslovênia     |
| PyeongChang 2018 (detalhes)    | Laura Dahlmeier GER Alemanha      | Anastasiya Kuzmina SVK Eslováquia | Anaïs Bescond FRA França        |
| Pequim 2022 (detalhes)         | Marte Olsbu Røiseland NOR Noruega | Elvira Öberg SWE Suécia           | Tiril Eckhoff NOR Noruega       |

### Largada coletiva 12,5 km
| Evento                      | Ouro                               | Prata                                  | Bronze                            |
| --------------------------- | ---------------------------------- | -------------------------------------- | --------------------------------- |
| Turim 2006 (detalhes)       | Anna Carin Olofsson SWE Suécia     | Kati Wilhelm GER Alemanha              | Uschi Disl GER Alemanha           |
| Vancouver 2010 (detalhes)   | Magdalena Neuner GER Alemanha      | Olga Zaitseva RUS Rússia               | Simone Hauswald GER Alemanha      |
| Sóchi 2014 (detalhes)       | Darya Domracheva BLR Bielorrússia  | Gabriela Soukalová CZE República Checa | Tiril Eckhoff NOR Noruega         |
| PyeongChang 2018 (detalhes) | Anastasiya Kuzmina SVK Eslováquia  | Darya Domracheva BLR Bielorrússia      | Tiril Eckhoff NOR Noruega         |
| Pequim 2022 (detalhes)      | Justine Braisaz-Bouchet FRA França | Tiril Eckhoff NOR Noruega              | Marte Olsbu Røiseland NOR Noruega |

### Individual 15 km

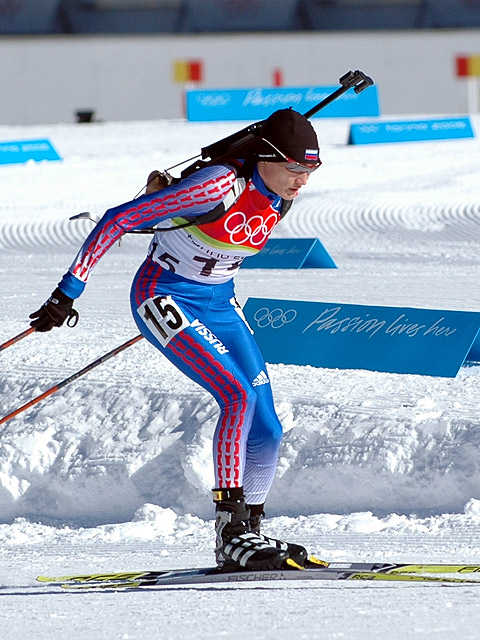
Svetlana Ishmouratova, medalha de ouro em Turim 2006.

| Evento                         | Ouro                              | Prata                                      | Bronze                             |
| ------------------------------ | --------------------------------- | ------------------------------------------ | ---------------------------------- |
| Albertville 1992 (detalhes)    | Antje Misersky GER Alemanha       | Svetlana Petcherskaia EUN Equipa Unificada | Myriam Bédard CAN Canadá           |
| Lillehammer 1994 (detalhes)    | Myriam Bédard CAN Canadá          | Anne Briand FRA França                     | Uschi Disl GER Alemanha            |
| Nagano 1998 (detalhes)         | Ekaterina Dafovska BUL Bulgária   | Olena Petrova UKR Ucrânia                  | Uschi Disl GER Alemanha            |
| Salt Lake City 2002 (detalhes) | Andrea Henkel GER Alemanha        | Liv Grete Poirée NOR Noruega               | Magdalena Forsberg SWE Suécia      |
| Turim 2006 (detalhes)          | Svetlana Ishmouratova RUS Rússia  | Martina Glagow GER Alemanha                | Albina Akhatova RUS Rússia         |
| Vancouver 2010 (detalhes)      | Tora Berger NOR Noruega           | Elena Khrustaleva KAZ Cazaquistão          | Darya Domracheva BLR Bielorrússia  |
| Sóchi 2014 (detalhes)          | Darya Domracheva BLR Bielorrússia | Selina Gasparin SUI Suíça                  | Nadezhda Skardino BLR Bielorrússia |
| PyeongChang 2018 (detalhes)    | Hanna Öberg SWE Suécia            | Anastasiya Kuzmina SVK Eslováquia          | Laura Dahlmeier GER Alemanha       |
| Pequim 2022 (detalhes)         | Denise Herrmann GER Alemanha      | Anaïs Chevalier-Bouchet FRA França         | Marte Olsbu Røiseland NOR Noruega  |

### Revezamento 4x6 km
O revezamento feminino já foi disputado em três diferentes distâncias:
- 3x7,5 km —— 1992
- 4x7,5 km —— 1994–2002
- 4x6 km —— 2006–

| Evento                         | Ouro                                                                                 | Prata                                                                                  | Bronze                                                                                        |
| ------------------------------ | ------------------------------------------------------------------------------------ | -------------------------------------------------------------------------------------- | --------------------------------------------------------------------------------------------- |
| Albertville 1992 (detalhes)    | Corinne Niogret Véronique Claudel Anne Briand FRA França                             | Uschi Disl Antje Misersky Petra Schaaf GER Alemanha                                    | Yelena Belova Anfisa Reztsova Yelena Melnikova EUN Equipa Unificada                           |
| Lillehammer 1994 (detalhes)    | Nadezhda Talanova Nataliya Snytina Luiza Noskova Anfisa Reztsova RUS Rússia          | Uschi Disl Antje Misersky Petra Schaaf Simone Greiner-Petter-Memm GER Alemanha         | Corinne Niogret Véronique Claudel Delphyne Heymann Anne Briand FRA França                     |
| Nagano 1998 (detalhes)         | Uschi Disl Martina Zellner Katrin Apel Petra Behle GER Alemanha                      | Olga Melnik Galina Koukleva Albina Akhatova Olga Romasko RUS Rússia                    | Ann-Elen Skjelbreid Annette Sikveland Gunn Margit Andreassen Liv Grete Skjelbreid NOR Noruega |
| Salt Lake City 2002 (detalhes) | Katrin Apel Uschi Disl Andrea Henkel Kati Wilhelm GER Alemanha                       | Ann-Elen Skjellbreid Linda Tjørhom Gunn Margit Andreassen Liv Grete Poirée NOR Noruega | Olga Pyleva Galina Kukleva Svetlana Ishmouratova Albina Akhatova RUS Rússia                   |
| Turim 2006 (detalhes)          | Anna Bogaliy-Titovets Svetlana Ishmouratova Olga Zaitseva Albina Akhatova RUS Rússia | Martina Glagow Andrea Henkel Katrin Apel Kati Wilhelm GER Alemanha                     | Delphyne Peretto Florence Baverel-Robert Sylvie Becaert Sandrine Bailly FRA França            |
| Vancouver 2010 (detalhes)      | Svetlana Sleptsova Anna Bogaliy-Titovets Olga Medvedtseva Olga Zaitseva RUS Rússia   | Marie-Laure Brunet Sylvie Becaert Marie Dorin Sandrine Bailly FRA França               | Kati Wilhelm Simone Hauswald Martina Beck Andrea Henkel GER Alemanha                          |
| Sóchi 2014 (detalhes)          | Vita Semerenko Juliya Dzhyma Valj Semerenko Olena Pidhrushna UKR Ucrânia             | Fanny Horn Tiril Eckhoff Ann Kristin Flatland Tora Berger NOR Noruega                  | Eva Puskarčíková Gabriela Soukalová Jitka Landová Veronika Vítková CZE República Checa        |
| PyeongChang 2018 (detalhes)    | Nadezhda Skardino Iryna Kryuko Dzinara Alimbekava Darya Domracheva BLR Bielorrússia  | Linn Persson Mona Brorsson Anna Magnusson Hanna Öberg SWE Suécia                       | Anaïs Chevalier Marie Dorin Habert Justine Braisaz Anaïs Bescond FRA França                   |
| Pequim 2022 (detalhes)         | Mona Brorsson Elvira Öberg Hanna Öberg Linn Persson SWE Suécia                       | Irina Kazakevich Svetlana Mironova Uliana Nigmatullina Kristina Reztsova ROC           | Denise Herrmann Vanessa Hinz Franziska Preuß Vanessa Voigt GER Alemanha                       |

## Misto

### Revezamento 4x6 km/7,5 km
| Evento                      | Ouro                                                                           | Prata                                                                                   | Bronze                                                                     |
| --------------------------- | ------------------------------------------------------------------------------ | --------------------------------------------------------------------------------------- | -------------------------------------------------------------------------- |
| Sóchi 2014 (detalhes)       | Tora Berger Tiril Eckhoff Ole Einar Bjørndalen Emil Hegle Svendsen NOR Noruega | Veronika Vítková Gabriela Soukalová Jaroslav Soukup Ondřej Moravec CZE República Checa  | Dorothea Wierer Karin Oberhofer Dominik Windisch Lukas Hofer ITA Itália    |
| PyeongChang 2018 (detalhes) | Marie Dorin Habert Anaïs Bescond Simon Desthieux Martin Fourcade FRA França    | Marte Olsbu Tiril Eckhoff Johannes Thingnes Bø Emil Hegle Svendsen NOR Noruega          | Lisa Vittozzi Dorothea Wierer Lukas Hofer Dominik Windisch ITA Itália      |
| Pequim 2022 (detalhes)      | Marte Olsbu Røiseland Tiril Eckhoff Tarjei Bø Johannes Thingnes Bø NOR Noruega | Anaïs Chevalier-Bouchet Julia Simon Quentin Fillon Maillet Émilien Jacquelin FRA França | Uliana Nigmatullina Kristina Reztsova Eduard Latypov Alexander Loginov ROC |

## Patrulha militar
Em 1924 a patrulha militar, esporte predecessor do biatlo moderno disputado a partir de 1960, esteve no programa oficial dos Jogos Olímpicos.
| Evento                   | Ouro                                                                     | Prata                                                                          | Bronze                                                                          |
| ------------------------ | ------------------------------------------------------------------------ | ------------------------------------------------------------------------------ | ------------------------------------------------------------------------------- |
| Chamonix 1924 (detalhes) | Adolf Aufdenblatten Alphonse Julen Antoine Julen Denis Vaucher SUI Suíça | August Eskelinen Heikki Hirvonen Martti Lappalainen Väinö Bremer FIN Finlândia | André Vandelle Camille Mandrillon Georges Berthet Maurice Mandrillon FRA França |